# Ruta Estatal de California 155
La Ruta Estatal de California 155, y abreviada SR 155 (en inglés: California State Route 155) es una carretera estatal estadounidense ubicada en el estado de California. La carretera inicia en el Oeste desde la SR 99     en Delano hacia el Este en la SR 178     cerca de Lake Isabella. La carretera tiene una longitud de 120,4 km (74.79 mi).

## Mantenimiento
Al igual que las autopistas interestatales, y las rutas federales y el resto de carreteras estatales, la Ruta Estatal de California 155 es administrada y mantenida por el Departamento de Transporte de California por sus siglas en inglés Caltrans.

## Cruces
Toda la ruta se encuentra ubicado dentro del condado de Kern.
| Localidad | Miliario | Destinos                                       | Notas                             |
| --- | -------- | ---------------------------------------------- | --------------------------------- |
| Delano | 0.00     | SR 99 – Sacramento, Bakersfield, Los Ángeles   | Interchange                       |
| Delano | 0.39     | Garces Highway                                 |                                   |
| | R6.55    | Famoso-Porterville Highway – Richgrove, Famoso |                                   |
| | R10.99   | SR 65 – Porterville, Bakersfield               |                                   |
| Woody | 30.31    | Woody Road – Bakersfield                       | Antigua SR 155 Oeste              |
| Wofford Heights | 60.64    | Wofford Boulevard – Kernville                  |                                   |
| Lake Isabella | R70.99   | SR 178 – Bakersfield, Ridgecrest               | Interchange                       |
| Lake Isabella | R70.99   | Kernville Road                                 | Continución más allá de la SR 178 |
| 1.000 mi = 1.609 km; 1.000 km = 0.621 mi Cerrada/Antigua • Terminal concurrente • Acceso incompleto • Propuesta/Sin abrir |          |                                                |                                   |